# Меси (Грчка)
Меси (грч. Μέση) је насељено место у општини Бер у периферији Средишња Македонија, Грчка. Према попису из 2021. године било је 407 становника.
Према бугарском географу и историчару, Василу Канчову, у Месију је 1900. године живело 140 Грка хришћана. На попису из 1928. године село је имало 173 житеља, од којих су 72 грчке избеглице из Турске. Село се раније звало Меч.